# アベママ王国
アベママ王国（アベママおうこく、kingdom of abemama）は、キリバスのアベママ環礁、クリア環礁、アラヌカ環礁、ノノウチ環礁に1843年から1892年までに存在した王国。

## 概要
面積は77.098㎢。アベママ環礁はココナッツやタロイモなどの生産が盛んであり、首都も担っていた。クリア環礁は主な行政機関などを持っている。

## 歴史
1843年、現在のキリバスの首都のタラワの南東152kmに、カロツ王によってアベママ環礁を首都とするアベママ王国が建国された。しかし、1844年にイギリスのニュージーランドから航行してきたヘンリー船長によって周りの島がすでにイギリス領だということでノノウチ環礁が占拠されると、やがてアベママ王国は勢力を失っていく。
1891年、アベママ環礁からクリア環礁、アラヌカ環礁まで実質的な統治の権利を広げたが3代目のピノカ王が死亡する。
1892年、イギリスはアベママ環礁を含むギルバート諸島、エリス諸島
を保護領とし、アベママ王国は消滅。